# Badifolket
Badi är en folkgrupp som räknas till de oberörbara (Dalit) i Nepal. 'Badi' kommer från Vadyabadak, den som spelar ett musikinstrument i Sanskrit. Badi är också ett vanligt personnamn i större delen av mellanöstern och arabländerna.
Det uppskattas att det finns 40000-70000 badi i Nepal. De "oberörbara av de oberörbara" kallas de som under årtionden varit dömda till att försörja sina utfattiga familjer genom prostitution. Den sjunkande genomsnittsåldern på flickor som säljs eller tillfångatas för prostitution är idag 12 år.
Badis rötter kan spåras till dynastin Licchavi i vad som idag är staten Bihar i Indien. Enligt en vetenskaplig artikel av antropologen Thomas Cox, vid Katmandus Tribhuvan University, flyttade stammen till Nepal. Där fick de mark och pengar genom att förse småfurstar i västra Nepal med konkubiner. Efter 1950, när lokala regenter förlorade sin makt i samband med demokratiseringsprocessen, försvann Badis kundkrets för konkubiner och Badi övergick till slut till prostitution.
Nepals Högsta domstol beslutade 2005 att regeringen skulle utvidga medborgarskapet till att inkludera Badi, skapa omskolnings- och sysselsättningsprogram samt utöka bidrag till fattiga familjer. Regeringen fördröjde det till 2007. Under tiden besvärade Badi-aktivister regeringen genom offentligt klä av sig nakna i huvudstaden Katmandu. Trots lagstiftning mot diskriminering av Badis fortsatte den. Badi-aktivister menar att bristen på förändring beror på tradition, korruption och motsättningar inom Nepals regering. 
Badis fortsätter att vara den lägst stående kasten (Dalit) i västra Nepal. De begränsas av den ortodoxa hinduiska föreskriften att medlemmar av de högre  kasterna (ca 16% av befolkningen) inte kan tillåta Badis i sina hus, ta emot vatten eller mat från dem, använda samma vattenkälla eller ens stöta emot dem, medan de högre kasternas män är tillåtna att ha sex med prostituerade Badis. "För många år trodde jag att det var mitt öde att vara prostituerad, säger en Badikvinna. Nu inser jag att systemet inte var av Gud. Det är skapat av människor." 

## Fotnoter
1. ↑  Los Angeles Times: "Badi women of Nepal are trapped in a life of degradation" June 12, 2011
2. ↑  The Advocay Project: "Born Into Prostitution – The Badi Women" Arkiverad 19 juni 2011 hämtat från the Wayback Machine.
3. ↑  Cox, Thomas E. (2000) "The Intended and Unintended Consequences of AIDS Prevention Among Badi in Tulispur" Himalaya, the Journal of the Association for Nepal and Himalayan Studies: Vol. 20: No. 1, Article 8.
4. ↑  Love Nepal Organisation: "Hannas äldsta syster blev såld till Indien av en släkting."